# Fußballnationalmannschaft der UdSSR
Die Fußballnationalmannschaft der Union der Sozialistischen Sowjetrepubliken (russisch Сбо́рная СССР по футбо́лу ‚Sbornaja SSSR po futbolu‘) gehörte zeitweise zu den stärksten Auswahlteams in Europa. Zusammengestellt aus den erfolgreichsten Vereinen des 1922 gegründeten Vielvölkerstaates, u. a. Dynamo Kiew, FC Ararat Jerewan, Dnipro Dnipropetrowsk, Dinamo Tiflis, Schachtar Donezk, Tschornomorez Odessa, Dinamo Minsk, Zenit Leningrad und den Moskauer Clubs Spartak, Torpedo, Dynamo, ZSKA und Lok, nahm die Sbornaja ab 1958 an Turnieren der FIFA (Fußball-Weltmeisterschaft) und UEFA (Fußball-Europameisterschaft) teil.

## Geschichte
Bis ins Jahr 1925 führte die FIFA den Russischen Fußballverband noch als Mitglied. Daher hat sie eine spontane Begegnung zwischen einer aus Petrogradern und Moskauer Spielern zusammengesetzten Auswahl und der Nationalmannschaft Estlands am 18. September 1923 in Tallinn (4:2 für die Russen) als erstes offizielles Fußball-Länderspiel der UdSSR anerkannt. Ebenso genehmigte sie die ersten zwei Spiele zwischen der UdSSR und der Türkei (November 1924 und Mai 1925). Danach verbot die FIFA ihren Mitgliedern Länderspiele gegen die UdSSR. Das einzige Land, das sich diesem Verbot widersetzte, war die Türkei; um Sanktionen durch die FIFA zu entgehen, trat die Türkei zu den Spielen gegen die Sowjetunion meist als Universitäts- oder Stadtauswahl des jeweiligen Spielortes an. Ansonsten spielte die sowjetische Nationalmannschaft mehrfach gegen Arbeiter-Mannschaften, 1937 gewann sie, vertreten durch die Profimannschaft von Spartak Moskau, das Turnier der Arbeiter-Olympiade in Antwerpen. Zu diesem Zeitpunkt nahm der Oberste Rat für Körperkultur auch erste Kontakte zur FIFA auf. Trotz des Beitritts der UdSSR zur FIFA 1946 dauerte es bis 1952, bis die UdSSR zu ihrem ersten Länderspiel antrat. Stalin erhoffte sich einen Propagandaerfolg von der Teilnahme der sowjetischen Mannschaft am Fußballwettbewerb der Olympischen Spiele 1952, als dieser ausblieb, wurde die Nationalmannschaft bis 1954 wieder auf Eis gelegt; seitdem gab es eine Nationalmannschaft auf regulärer Basis.
Der größte Erfolg der Elf mit dem kyrillischen СССР auf der Brust war der Sieg beim 1. Europapokal der Nationen 1960, dem Vorgänger der heutigen Europameisterschaft. Mit einem 2:1 nach Verlängerung gegen Jugoslawien im Pariser Parc des Princes wurde das Endspiel dieser ersten kontinentalen Meisterschaft gewonnen. Bei den EM-Ausgaben 1964, 1972 und 1988 konnte die Mannschaft der UdSSR jeweils Vizeeuropameister werden. Beim 2. Europapokal der Nationen 1964 verlor das sowjetische Team das Finale gegen Gastgeber Spanien im Madrider Estadio Santiago Bernabéu mit 1:2.
Deutlich (0:3) unterlag die Sbornaja im Endspiel der Europameisterschaft 1972 im Brüsseler Heysel-Stadion gegen Deutschland. Im Finale der Europameisterschaft 1988 in Deutschland waren die Niederlande mit ihren Stars Ruud Gullit, Marco van Basten und Frank Rijkaard zu stark für die Sowjets (0:2-Niederlage im Münchner Olympiastadion).
Bei den jeweiligen Fußball-Weltmeisterschaften konnte die Sbornaja keine Medaille erringen. Bestes Ergebnis war ein 4. Platz bei der WM-Endrunde 1966 in England. Nachdem die UdSSR im Halbfinale gegen Deutschland mit 1:2 verloren hatte, mussten sich die Spieler um Torwartlegende Lew Jaschin mit dem gleichen Ergebnis Portugal mit WM-Torschützenkönig Eusébio im „kleinen Finale“ geschlagen geben. Bei der Fußball-Weltmeisterschaft 1986 in Mexiko begeisterten die von Waleri Lobanowski betreuten Fußballer mit spektakulärem Fußball, so zum Beispiel beim 6:0-Sieg in der Vorrunde über Ungarn. Im Achtelfinale scheiterten sie jedoch in einem begeisternden, aber zu offensiv geführten Match an den „Roten Teufeln“ aus Belgien mit 3:4 nach Verlängerung.
Neben den beiden Siegen bei den olympischen Fußballturnieren in den Jahren 1956 und 1988 gehören die drei Bronzemedaillen (1972, 1976 und 1980) zu den Sternstunden des sowjetischen Fußballs. Während Bronze im heimischen Moskau 1980 und Gold im südkoreanischen Seoul 1988 von den jeweiligen Jahrgängen der UdSSR-Olympiaauswahl erspielt wurden, gingen die beiden 3. Plätze von München 1972 und Montréal 1976 sowie das olympische Gold von Melbourne 1956 – aufgrund der damals noch geltenden Teilnahmeregeln – auf das Konto der sowjetischen A-Nationalmannschaft, die bei den Olympischen Spielen starten durfte, weil sie ausschließlich mit sogenannten Staatsamateuren besetzt war.
Spieler in der Sowjetunion waren u. a. Lew Jaschin, Eduard Strelzow, Igor Netto, Oleh Blochin, Jewgeni Rudakow, Rinat Dassajew, Ihor Bjelanow, Oleksandr Sawarow, Oleh Protassow und Oleksij Mychajlytschenko.
Nach dem Zerfall der Sowjetunion Ende 1991 trat kurzzeitig die Gemeinschaft Unabhängiger Staaten ihre Nachfolge an, jedoch bereits ohne Spieler aus den nicht zur GUS gehörenden drei baltischen Staaten sowie Georgien. Das letzte Spiel dieser Auswahl war die 0:3-Niederlage gegen Schottland am 18. Juni 1992 in Norrköping. Danach spielen nun 15 Nachfolgestaaten mit ihren jeweiligen Nationalmannschaften in internationalen Wettbewerben, wobei die beiden traditionellen Führungskräfte Russland und die Ukraine die stärksten Vertretungen stellen und als bisher einzige Nachfolgestaaten an WM-Endrunden teilnahmen. Lettland erreichte immerhin 2004 die EM-Endrunde, Georgien die der EM 2024.
An der Qualifikation zur Weltmeisterschaft 1994 in den USA konnten jedoch nur die Mannschaften von Estland, Lettland, Litauen (waren bereits vor der Auslosung Ende 1991 unabhängig und von der FIFA anerkannt) sowie Russland als offizieller Rechtsnachfolger der UdSSR teilnehmen.

## Teilnahme an den Weltmeisterschaften
| Jahr | Gastgeberland | Teilnahme bis …    | Letzte(r) Gegner               | Ergebnis | Trainer             | Bemerkungen und Besonderheiten |
| ---- | ------------- | ------------------ | ------------------------------ | -------- | ------------------- | --- |
| 1930 | Uruguay       | nicht teilgenommen |                                |          |                     | kein FIFA-Mitglied |
| 1934 | Italien       | nicht teilgenommen |                                |          |                     | kein FIFA-Mitglied |
| 1938 | Frankreich    | nicht teilgenommen |                                |          |                     | kein FIFA-Mitglied |
| 1950 | Brasilien     | nicht teilgenommen |                                |          |                     | |
| 1954 | Schweiz       | nicht teilgenommen |                                |          |                     | |
| 1958 | Schweden      | Viertelfinale      | Schweden                       | 7.       | Gawriil Katschalin  | Nach Entscheidungsspiel (1:0) gegen England für das Viertelfinale qualifiziert. |
| 1962 | Chile         | Viertelfinale      | Chile                          | 6.       | Gawriil Katschalin  | Erneutes Scheitern im Viertelfinale gegen den Gastgeber |
| 1966 | England       | Spiel um Platz 3   | Portugal                       | 4. Platz | Nikolai Morosow     | Beste Platzierung bei einer WM. Halbfinalniederlage gegen Deutschland |
| 1970 | Mexiko        | Viertelfinale      | Uruguay                        | 5.       | Gawriil Katschalin  | |
| 1974 | Deutschland   | nicht qualifiziert |                                |          |                     | Nachdem die Sowjetunion zum Playoff-Rückspiel in Chile nicht antrat, wurde dieses für Chile gewertet. |
| 1978 | Argentinien   | nicht qualifiziert |                                |          |                     | In der Qualifikation an Ungarn gescheitert |
| 1982 | Spanien       | Zwischenrunde      | Polen, Belgien                 | 7.       | Konstantin Beskow   | Auf Grund der schlechteren Tordifferenz ausgeschieden. |
| 1986 | Mexiko        | Achtelfinale       | Belgien                        | 10.      | Walerij Lobanowskyj | Niederlage (3:4) in der Verlängerung |
| 1990 | Italien       | Vorrunde           | Rumänien, Argentinien, Kamerun | 17.      | Walerij Lobanowskyj | Nach zwei Niederlagen gegen Rumänien und Weltmeister Argentinien und einem Sieg gegen Kamerun als Gruppenvierter mit einem besseren Torverhältnis (4:4) als der Gruppensieger Kamerun (3:5) ausgeschieden. |

## Teilnahme an Europameisterschaften
Die UdSSR nahm an den ersten vier Endrunden mit vier Teilnehmern teil und zudem zweimal an Endrunden mit acht Teilnehmern, dabei zuletzt als GUS. Fünfmal scheiterte die UdSSR am späteren Europameister, davon dreimal im Finale.
| Jahr | Gastgeberland  | Teilnahme bis …    | Letzte(r) Gegner                     | Ergebnis      | Bemerkungen und Besonderheiten |
| ---- | -------------- | ------------------ | ------------------------------------ | ------------- | --- |
| 1960 | Frankreich     | Finale             | Jugoslawien                          | Europameister | Erster Titel |
| 1964 | Spanien        | Finale             | Spanien                              | Vizemeister   | |
| 1968 | Italien        | Spiel um Platz 3   | England                              | Vierter       | Im Halbfinale durch Losentscheid am späteren Europameister Italien gescheitert.                                                                     |
| 1972 | Belgien        | Finale             | Deutschland                          | Vizemeister   | |
| 1976 | Jugoslawien    | nicht qualifiziert |                                      |               | Im Viertelfinale am späteren Europameister Tschechoslowakei gescheitert.                                                                            |
| 1980 | Italien        | nicht qualifiziert |                                      |               | In der Qualifikation an Griechenland gescheitert |
| 1984 | Frankreich     | nicht qualifiziert |                                      |               | In der Qualifikation an Portugal gescheitert |
| 1988 | BR Deutschland | Finale             | Niederlande                          | Vizemeister   | |
| 1992 | Schweden       | Vorrunde           | Deutschland, Niederlande, Schottland |               | Nach Remis gegen Weltmeister Deutschland und Titelverteidiger Niederlande sowie einer Niederlage gegen Schottland als Gruppenletzter ausgeschieden. |

## Teilnahme an Olympischen Spielen

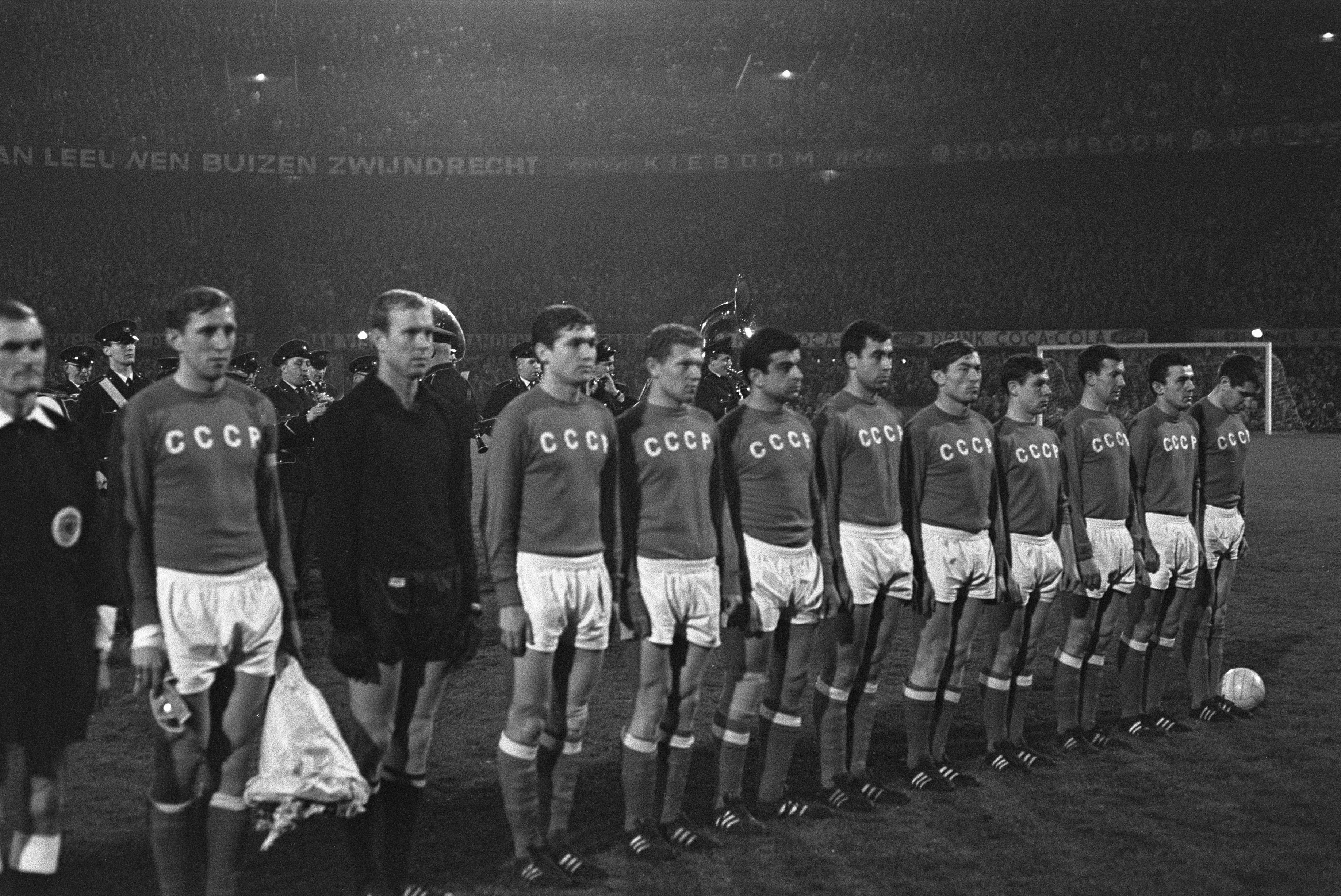
Die Nationalmannschaft im Jahr 1967

| 1920 in Antwerpen                   | nicht teilnahmeberechtigt, da UdSSR kein IOC-Mitglied        |
| 1924 in Paris                       | nicht teilnahmeberechtigt, da UdSSR kein IOC-Mitglied        |
| 1928 in Amsterdam                   | nicht teilnahmeberechtigt, da UdSSR kein IOC-Mitglied        |
| 1936 in Berlin                      | nicht teilnahmeberechtigt, da UdSSR kein IOC-Mitglied        |
| 1948 in London                      | nicht teilnahmeberechtigt, da UdSSR kein IOC-Mitglied        |
| 1952 in Helsinki                    | Achtelfinale                                                 |
| 1956 in Melbourne                   | Olympiasieger                                                |
| 1960 in Rom                         | nicht qualifiziert                                           |
| 1964 in Tokio                       | nicht qualifiziert                                           |
| 1968 in Mexiko-Stadt                | nicht qualifiziert                                           |
| 1972 in München                     | Dritter                                                      |
| 1976 in Montreal                    | Dritter                                                      |
| vertreten durch eine Olympiaauswahl |                                                              |
| 1980 in Moskau                      | Dritter                                                      |
| 1984 in Los Angeles                 | nicht teilgenommen aufgrund des sowjetischen Olympiaboykotts |
| 1988 in Seoul                       | Olympiasieger                                                |

## Titel
- Fußball-EM (1) – 1960
- Fußball-Olympiasieger (2) – 1956 1988

## Länderspiele gegen Auswahlmannschaften deutschsprachiger Länder
Ergebnisse stets aus sowjetischer Sicht

### Spiele gegen die BR Deutschland
3 Siege - 1 Unentschieden - 9 Niederlagen:
1. 21. August 1955 in Moskau 3:2
2. 15. September 1956 in Hannover 2:1
3. 25. Juli 1966 in Liverpool 1:2 (WM-Halbfinale)
4. 26. Mai 1972 in München 1:4 (Eröffnungsspiel des Olympiastadions)
5. 18. Juni 1972 in Brüssel 0:3 (EM-Finale)
6. 5. September 1973 in Moskau 0:1
7. 8. März 1978 in Frankfurt am Main 0:1
8. 21. November 1980 in Tiflis 1:3
9. 28. März 1984 in Hannover 1:2
10. 28. August 1985 in Moskau 1:0
11. 21. September 1988 in Düsseldorf 0:1
12. 27. März 1991 in Frankfurt am Main 1:2*
13. 12. Juni 1992 in Norrköping 1:1* als GUS (EM-Vorrunde)

(*: In der Statistik des DFB werden die beiden letzten Spiele unter „Russland“ geführt)

### Spiele gegen die DDR
7 Siege - 6 Unentschieden - 4 Niederlagen:
1. 17. August 1960 in Leipzig 1:0
2. 3. Mai 1962 in Moskau 2:1
3. 23. September 1966 in Moskau 2:2
4. 25. Juli 1969 in Leipzig 2:2
5. 10. September 1972 in München 2:2 (Olympia)
6. 17. Oktober 1973 in Leipzig 0:1
7. 3. September 1975 in Moskau 0:0
8. 27. Juli 1976 in Montreal 1:2 (Olympia)
9. 28. Juli 1977 in Leipzig 1:2
10. 5. September 1979 in Moskau 1:0
11. 7. Mai 1980 in Rostock 2:2
12. 5. Mai 1982 in Moskau 1:0
13. 26. Juli 1983 in Leipzig 3:1
14. 29. April 1987 in Kiew 2:0 (EM-Qualifikation)
15. 10. Oktober 1987 in Berlin 1:1 (EM-Qualifikation)
16. 26. April 1989 in Kiew 3:0 (WM-Qualifikation)
17. 8. Oktober 1989 in Karl-Marx-Stadt 1:2 (WM-Qualifikation)

### Spiele gegen die Schweiz
4 Siege - 3 Unentschieden - 0 Niederlagen:
1. 20. April 1966 in Basel 2:2
2. 1. Oktober 1967 in Moskau 2:2
3. 12. Oktober 1975 in Zürich 1:0 (EM-Qualifikation)
4. 12. November 1975 in Kiew 4:1 (EM-Qualifikation)
5. 13. April 1983 in Lausanne 1:0
6. 17. April 1985 in Bern 2:2 (EM-Qualifikation)
7. 2. Mai 1985 in Moskau 4:0 (WM-Qualifikation)

### Spiele gegen Österreich
7 Siege - 3 Unentschieden - 4 Niederlagen:
1. 11. Juni 1958 in Borås 2:0 (WM-Endrunde)
2. 4. September 1960 in Wien 1:3
3. 10. September 1961 in Moskau 0:1
4. 11. Oktober 1964 in Wien 0:1
5. 16. Mai 1965 in Moskau 0:0
6. 24. April 1966 in Wien 1:0
7. 11. Juni 1967 in Moskau 4:3 (EM-Qualifikation)
8. 15. Oktober 1967 in Wien 0:1 (EM-Qualifikation)
9. 16. Juni 1968 in Leningrad 3:1
10. 23. Juni 1976 in Wien 2:1
11. 17. Mai 1983 in Wien 2:2
12. 27. März 1985 in Tiflis 2:0
13. 19. Oktober 1988 in Kiew 2:0 (WM-Qualifikation)
14. 6. September 1989 in Wien 0:0 (WM-Qualifikation)